# Pheretima darnleiensis
Pheretima darnleiensis ist eine Art von Wenigborstern aus der Familie der Megascolecidae (Riesenregenwürmer) in der Ordnung der Crassiclitellata (Regenwürmer im weiteren Sinne), die in Südostasien verbreitet ist und eine Länge von 70 cm erreicht.

## Merkmale
Pheretima darnleiensis wird meist etwa 4,5 cm bis 40 cm, in manchen Gegenden bis zu 70 cm lang und 2,5 mm bis 6 mm breit, wobei ausgewachsene Tiere etwa 70 bis 180 Segmente haben. An jedem Segment sitzen recht gleich verteilt etwa 25 bis 66 Borsten, deren Anzahl in den hinteren Segmenten größer ist als in den vorderen. Die Haut des Riesenregenwurms hat eine graublaue Färbung mit einem dunkleren Clitellum und einem grünlich schillernden Glanz, doch nehmen konservierte Tiere eine braune Farbe an.
Der Zwitter hat meist vier, selten fünf Paar Receptacula seminis, die in den Segmenten vom 6. zum 9., selten auch im 5. Segment sitzen und etwa ein Fünftel des Gesamtumfangs des Körperquerschnitts auseinander sind. Die beiden männlichen Geschlechtsöffnungen sitzen am 18. Segment ebenfalls etwa ein Fünftel des Umfangs seitlich auseinander. Es gibt keine Markierungen der Genitalien. Der Riesenregenwurm hat zwei Paar Hoden, die sich in den Segmenten 11 und 12 in Hodensäcken befinden. Die großen, traubenartigen Prostatae führen in den Segmenten 17 bis 19 in Kopulationsbeutel mit jeweils einem kegelförmigen Penis. Die Eierstöcke sind als ein Paar im 13. Segment dicht gepackt mit Eisträngen, während Eisäcke fehlen.
Es gibt einen Kaumagen, der bis zu vier Segmente zwischen dem 7. und dem 11. Segment umfasst. Im oder neben dem 27. Segment befinden sich zwei einfache Darmblindsäcke. Im geschlossenen Blutgefäßsystem gibt es an Rückengefäßen nur ein einzelnes sowie Herzen in den Segmenten 10 bis 13.

## Verbreitung
Pheretima darnleiensis ist in Südostasien, insbesondere im indomalayisch-australasischen Archipel (Singapur, Sumatra, Java, Bali, Borneo, Sulawesi, Philippinen, Weihnachtsinsel, Nachbarinseln von Neuguinea wie etwa Darnley/Erub) und auf der Malaiischen Halbinsel, weit verbreitet. Auf den Karolinen und Fidschi, aber wohl auch auf Darnley ist der Riesenregenwurm wahrscheinlich eingeführt. An den Hängen des Kinabalu auf Borneo (Malaysia) erreicht der hier heimische Ringelwurm eine Länge von 70 cm.

## Lebenszyklus
Wie andere Gürtelwürmer – so auch alle Regenwürmer – ist Pheretima darnleiensis ein Zwitter, wobei sich während der Paarung zwei Individuen ihr Sperma austauschen und die Spermien des jeweiligen Sexpartners in ihren eigenen Receptacula seminis speichern. Anders als die europäischen Regenwürmer, aber so wie andere Riesenregenwürmer besitzt Pheretima darnleiensis zur Begattung mehrere kegelförmige Penisse. Mithilfe des Clitellums wird nach der Begattung ein Kokon gebildet, in den die Eier gelegt und mit dem zwischengespeicherten Sperma des Partners besamt werden. Die Embryonen entwickeln sich im Kokon zu kleinen fertigen Regenwürmern.

## Lebensraum und Lebensweise
Pheretima darnleiensis ist wie andere Crassiclitellaten Bodenbewohner und Substratfresser, der die organischen Bestandteile des verschluckten Substrats verdaut und durch seine Grabtätigkeit für eine Lockerung und Durchlüftung der Waldböden sorgt. Während starker Regenfälle und danach ist er häufig zu sehen, während er sich ansonsten in den selbst gegrabenen Röhren unter der Erde aufhält.

## Fressfeinde
Zu den wichtigsten Fressfeinden des Riesenregenwurms gehören räuberische landlebende Riesenegel wie die zu den Schlundegeln gehörenden Arten Gastrostomobdella monticola und die auf dem Kinabalu lebende Mimobdella buettikoferi, die sich auf der Jagd nach den Regenwürmern ebenso wie diese durch den Boden graben.